# Арнольд-Сіті (Пенсільванія)
Арнольд-Сіті (англ. Arnold City) — переписна місцевість (CDP) в США, в окрузі Файєтт штату Пенсільванія. Населення — 462 особи (2020).

## Географія
Арнольд-Сіті розташований за координатами 40°7′3″ пн. ш. 79°49′22″ зх. д. / 40.11750° пн. ш. 79.82278° зх. д. (40.117614, -79.822805).  За даними Бюро перепису населення США в 2010 році переписна місцевість мала площу 1,16 км², уся площа — суходіл.

## Демографія
Згідно з переписом 2010 року, у переписній місцевості мешкало 498 осіб у 200 домогосподарствах у складі 122 родин. Густота населення становила 429 осіб/км².  Було 222 помешкання (191/км²).
Расовий склад населення:
| - 82,3 % — білих - 9,2 % — чорних або афроамериканців - 0,2 % — азіатів |

До двох чи більше рас належало 7,4 %. Частка іспаномовних становила 1,6 % від усіх жителів.
За віковим діапазоном населення розподілялося таким чином: 29,9 % — особи молодші 18 років, 54,8 % — особи у віці 18—64 років, 15,3 % — особи у віці 65 років та старші. Медіана віку мешканця становила 33,8 року. На 100 осіб жіночої статі у переписній місцевості припадало 82,4 чоловіків;  на 100 жінок у віці від 18 років та старших — 79,9 чоловіків також старших 18 років.
Середній дохід на одне домашнє господарство  становив 36 868 доларів США (медіана — 18 309), а середній дохід на одну сім'ю — 42 665 доларів (медіана — 25 185). За межею бідності перебувало 13,1 % осіб, у тому числі 71,4 % дітей у віці до 18 років та 0,0 % осіб у віці 65 років та старших.
Цивільне працевлаштоване населення становило 173 особи. Основні галузі зайнятості: роздрібна торгівля — 41,6 %, виробництво — 20,2 %, освіта, охорона здоров'я та соціальна допомога — 17,3 %.